# Inre Savolax ekonomiska region
Inre Savolax ekonomiska region (finska: Sisä-Savon seutukunta) är en av ekonomiska regionerna i landskapet Norra Savolax i Finland. Folkmängden i regionen uppgick den 1 januari 2013 till 14 972 invånare, regionens totala areal utgjordes av 2 688 kvadratkilometer och därav utgjordes landytan av 2 022,89  kvadratkilometer.  I Finlands NUTS-indelning representerar regionen nivån LAU 1 (f.d. NUTS 4), och dess nationella kod är 115 .  

## Förteckning över kommuner
Inre Savolax ekonomiska region  omfattar följande fyra kommuner: 
- Rautalampi kommun
- Suonenjoki stad
- Tervo kommun
- Vesanto kommun

Samtliga kommuners språkliga status är enspråkigt finska. 